# アペロール

アペロール（Aperol）とは、イタリア産のリキュール (アマーロ) の銘柄の1つである。ゲンチアナ、ルバーブ、キナ等のエキス分を含むビター系食前酒の一種で、赤味を帯びたオレンジ色をしており、アルコール度数は11度、エキス分は25.8％。

## 概要
1919年、イタリアヴェネト州パドヴァのバルビエリ社によって製造販売された。
2003年、カンパリグループの傘下に入った。
"アペロール"というネーミングは、フランス語で食前酒を意味する「アペリティフ」（アペロ）に由来する。
ルバーブ、キナ、ゲンチアナなどのハーブを、蒸留酒に浸漬する方法で製造される。

## アペロールを使ったカクテル

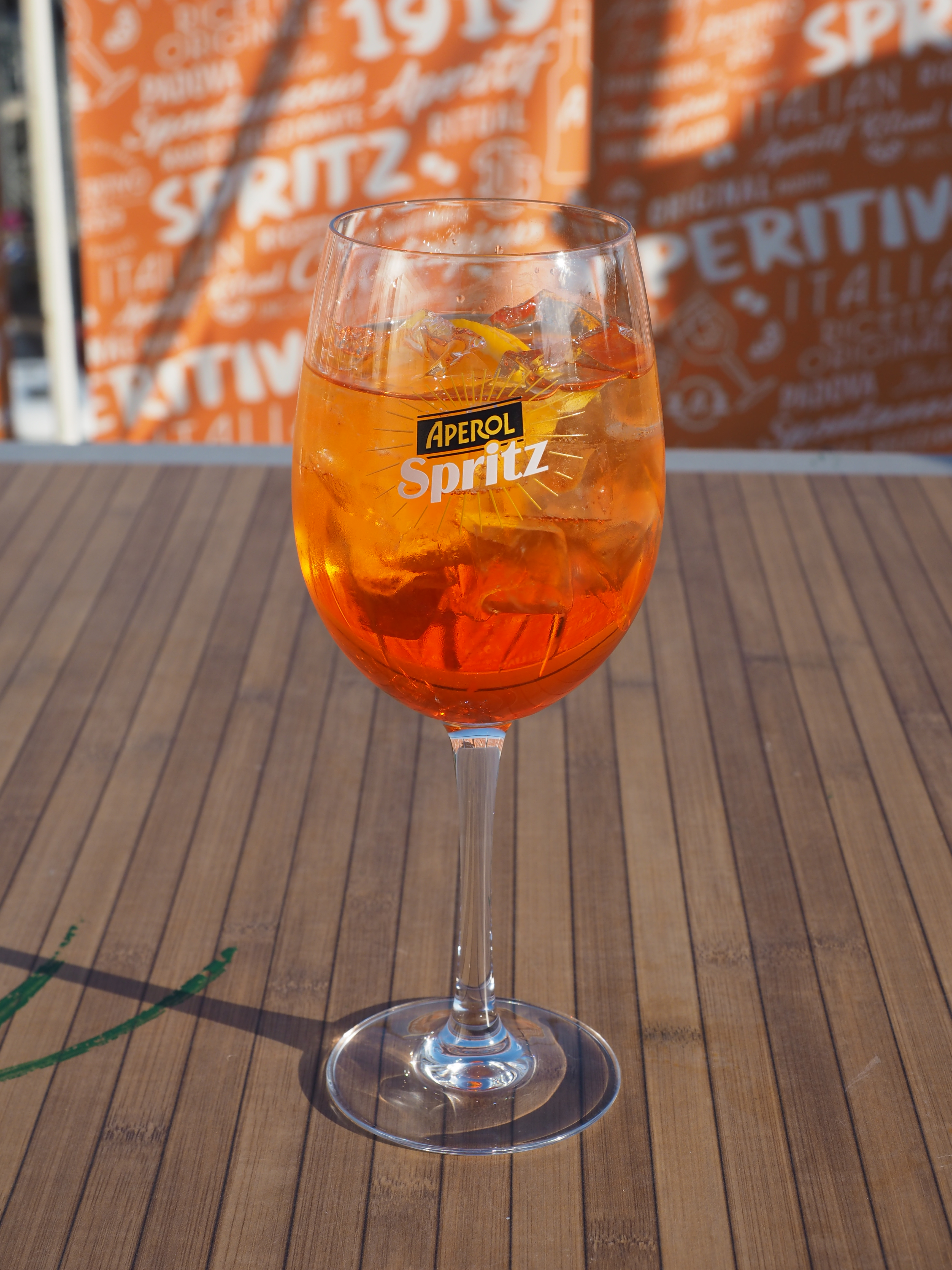
スプリッツ

- スプリッツ(it:Spritz) - プロセッコ、アペロール、炭酸水を用いたカクテル
- アペロール・ソーダ - アペロールの炭酸水割り。